# Смоленская набережная
Смоле́нская на́бережная расположена на левом берегу Москвы-реки в районе Арбат между Смоленской улицей и площадью Свободной России. Здесь находится посольство Великобритании.

## Происхождение названия
Образовалась в XIX веке. Названа по прилегающей Смоленской улице.

## Описание
Смоленская набережная продолжает Ростовскую от Смоленской улицы и Бородинского моста, проходит на север, справа на неё выходит Проточный переулок. За Новым Арбатом и Новоарбатским мостом у площади Свободной России переходит в Краснопресненскую набережную. Над набережной также проходит Смоленский метромост.
Проект застройки Смоленской набережной разработан в 1955 году архитекторами Борисом Бархиным, Владимиром Лерманом и Николаем Гайгаровым.
В 2017 году Смоленская набережная была благоустроена по программе «Моя улица». Здесь расширена пешеходная часть, организованы смотровые площадки, установлены скамейки и урны. Смоленская набережная объединена в общую зону отдыха с Ростовской и Саввинской набережными.

## Здания и сооружения
- № 2, корпус 2 — поликлиника МИД России;
- № 2-а — жилой дом для работников Министерства геологии СССР. Построен в 1956 году;
- № 5/13 — жилой дом для генеральского состава (1955, архитекторы Борис Бархин, Николай Гайгаров, Моисей Лерман). В доме жили балерина Екатерина Максимова[2], историк Николай Яковлев[3], маршалы Николай Яковлев[4], Фёдор Фалалеев[5], Александр Новиков, Евгений Савицкий, генералы Георгий Хетагуров[6], Иван Федюнинский[7], Сергей Ушаков[8], архитектор Николай Гайгаров[9]. В здании размещается Художественная галерея на Смоленской набережной. Объект культурного наследия регионального значения[10][11];
- № 10 — здание посольства Великобритании (2000, архитекторы Ahrends, Burton and Koralek[англ.])[12]. На этом месте в 1918—1923 годах располагался Новопесковский концлагерь, крупнейший из московских концлагерей, с осени 1919 года — центральный распределитель заключенных. С ликвидацией московских концлагерей весной 1923 года он был переименован в арестный дом. Вместе с другими арестными домами был закрыт в 1924 году[13];
- № 12/31 — жилой дом Наркомата обороны СССР (1939—1940, архитекторы А. В. Щусев, А. К. Ростковский)[14]. Объект культурного наследия регионального значения[15].

27 апреля 2007 года в Москве на Смоленской набережной установлен памятник Шерлоку Холмсу и доктору Ватсону работы Андрея Орлова. В скульптурах угадываются лица актёров Василия Ливанова и Виталия Соломина, исполнявших в своё время роли соответственно Шерлока Холмса и доктора Ватсона.

## Транспорт
- Станция метро  Смоленская — через 1-й Николощеповский переулок
- Станция метро  Киевская — через Бородинский мост от начала набережной
- Автобус с216 от станций метро  Краснопресненская и  Спортивная